# 山口市消防本部
山口市消防本部（やまぐちししょうぼうほんぶ）は、山口県山口市の消防部局（消防本部）。管轄区域は山口市全域で、管轄面積は県内最大。
平成19年度から、済生会山口総合病院と協働して平日日勤帯におけるドクターカーシステム（救急車医師同乗システム）を開始しており、市内各地の救急事案に出動している。

## 概要
2025年6月1日現在
- 消防本部：山口市亀山町2番1号（山口市役所本庁舎 5階）
- 管轄区域：山口市
- 管轄面積：1,023.23km2
- 職員数：250人（再任用職員7人含む）
- 消防署3カ所、出張所4カ所

## 主力機械
2025年4月1日現在
- 指揮車（機動連絡車）：1
- 普通消防ポンプ自動車：6
- 水槽付消防ポンプ自動車：6
- 大型水槽車：1
- 化学消防ポンプ自動車：2（内非常用1台）
- 救助工作車：2
- はしご付消防自動車：2
- 高規格救急自動車：13（内非常用3台（ドクターカー含む））
- 水難救助用資材搬送車：1
- 林野火災用資材搬送車：1
- 消防活動用重機：2
- 重機搬送車：1
- 緊急消防援助隊資機材搬送車：1
- 積載車：1
- 連絡車：7
- 広報車
- 査察車　等

## 沿革
- 1948年3月7日　山口市消防本部を開設。
- 1975年8月25日　消防本部及び消防署の庁舎を山口市亀山町2番1号に新築移転。
- 1979年4月5日　山口市名田島に消防署南出張所を開設。
- 1989年4月1日　山口・小郡消防組合が発足、山口・小郡消防組合消防本部及び中央消防署、同南出張所として業務を開始。
- 1989年12月1日　山口市名田島の南出張所を小郡町前田町に移転、南消防署として全面業務を開始。
- 1993年4月1日　中央消防署東出張所を開所、救急業務を開始。
- 1996年11月1日　中央消防署東出張所に水槽付消防ポンプ自動車を配備し、全面業務を開始。
- 2001年4月1日　阿東町の加入に伴い、組合名称を山口地域消防組合に変更。
- 2001年11月1日　中央消防署北出張所を開所、全面業務を開始。
- 2004年11月1日　職員を増員し、中央消防署北出張所を北消防署として業務を開始。
- 2005年9月30日　山口地域消防組合が解散。
- 2005年10月1日　山口市消防本部として業務開始。徳地及び秋穂地域の常備消防業務を防府市へ委託。阿知須地域の常備消防業務を宇部市へ委託。阿東町の常備消防業務を受託。北消防署を阿東消防署に名称変更。
- 2009年11月1日　南消防署阿知須出張所を開所し、阿知須地域の常備消防事務を委託解消。
- 2010年1月16日　阿東町を山口市に編入する。阿東町への常備消防事務委託を廃止。
- 2010年4月1日　南消防署秋穂出張所を開所し、秋穂地域の常備消防事務を委託解消。
- 2011年4月1日　中央消防署徳地出張所を開所し、他市への常備消防事務の委託を全て解消。中央消防署東出張所を大内出張所に名称変更。
- 2014年4月1日　交代制勤務を「二部制」から「三部制」に変更。中央消防署に特別救助隊を新設。
- 2025年5月7日　消防本部執務室を隣接する山口市役所本庁舎（山口総合支所）5階に移転。

## 組織図

### 消防本部
- 政策管理室

- 消防総務課
  - 総務担当
  - 経理担当

- 警防課
  - 警防・救助担当
  - 消防団担当
  - 消防車両担当

- 救急課
  - 救急管理担当
  - 救急指導担当

- 通信指令課
  - 指令第1担当
  - 指令第2担当
  - 指令第3担当
  - 消防指令センター整備室

- 予防課
  - 予防担当
  - 危険物担当
  - 指導担当
  - 査察担当

### 消防署
- 中央消防署
  - 大内出張所
  - 徳地出張所

- 南消防署
  - 阿知須出張所
  - 秋穂出張所

- 阿東消防署

## 消防署
| 消防署     | 所在地                    | 出張所                                                   |
| ---------- | ------------------------- | -------------------------------------------------------- |
| 中央消防署 | 山口市亀山町2番1号        | 大内：山口市大内長野606番地 徳地：山口市徳地堀2304番地1  |
| 南消防署   | 山口市小郡前田町1番16号   | 阿知須：山口市阿知須943番地2 秋穂：山口市秋穂東6898番地2 |
| 阿東消防署 | 山口市阿東徳佐中3170番地3 | なし                                                     |